# Koningin Louisebrug
De Koningin Louisebrug (Litouws: Karalienės Luizos tiltas, Russisch: Мост Королевы Луизы; Most Korolevy Loeizy, Duits: Königin-Luise-Brücke) is een 416 m lange brug over de river de Memel. De brug verbindt de stad Sovjetsk in de Russische oblast Kaliningrad op de linkeroever met Pagėgiai in Litouwen op de rechteroever. In zijn oorspronkelijke vorm dateert de brug uit 1907.
De Koningin Louisebrug, die tussen 1904 en 1907 werd gebouwd, verving een scheepsbrug uit 1776. Hij draagt de naam van koningin Louise van Pruisen, die honderd jaar voor de opening van de brug een rol had gespeeld bij de totstandkoming van de Vrede van Tilsit. De brug had drie stalen bogen van elk 105 m lang en rustte op zeven pijlers.
Op 22 oktober 1944 bliezen de terugtrekkende Duitsers de brug op voor het naderende Rode Leger. Alleen het neobarokke zandstenen brugportaal aan de kant van de stad Tilsit, die kort daarop Sovjetsk zou gaan heten, bleef behouden. 
Na de Tweede Wereldoorlog werden de drie bogen aanvankelijk hersteld, zij het van hout, maar in 1965 werd de brug vervangen door de huidige, betonnen brug. Het brugportaal bleef opnieuw intact en geldt nog steeds als het symbool van de stad. 
De Koningin Louisebrug lag bij de bouw in 1907 geheel op Duits grondgebied. Na de Vrede van Versailles werd de brug voor het eerst een grensbrug: de rechteroever van de Memel lag tot 1923 in het Memelland en vervolgens in Litouwen. Ten tijde van de Sovjet-Unie lagen beide oevers wederom in één land. Sinds het uiteenvallen van de USSR ligt de noordoever in Litouwen en de zuidoever in Rusland.

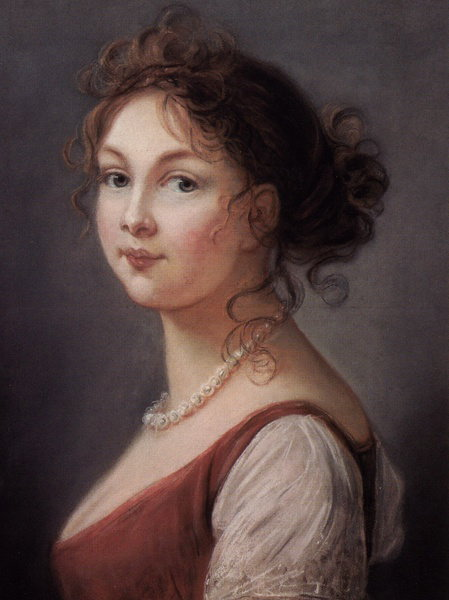
Koningin Louise
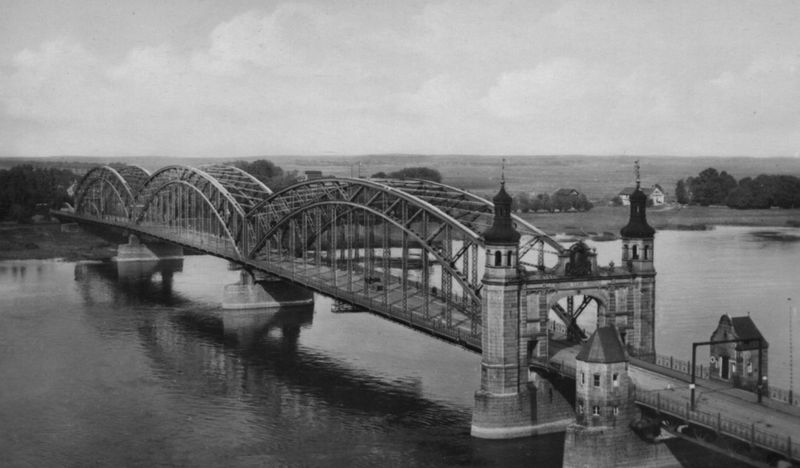
In de jaren 20
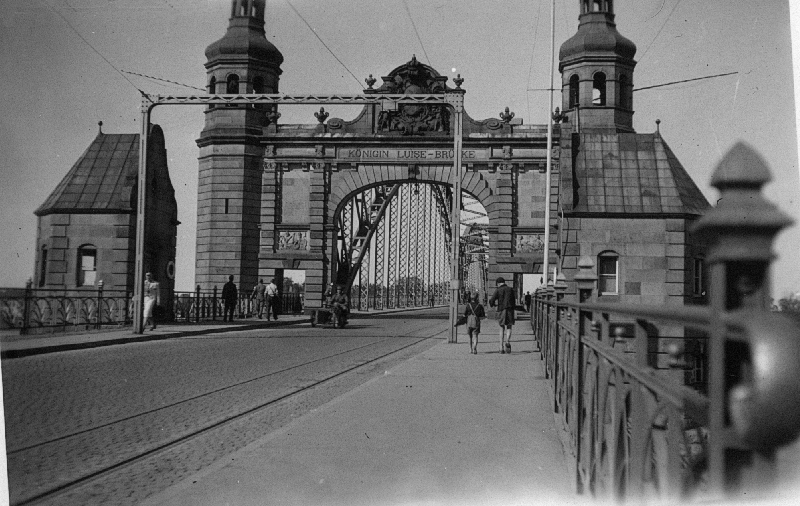
Brugportaal in 1941
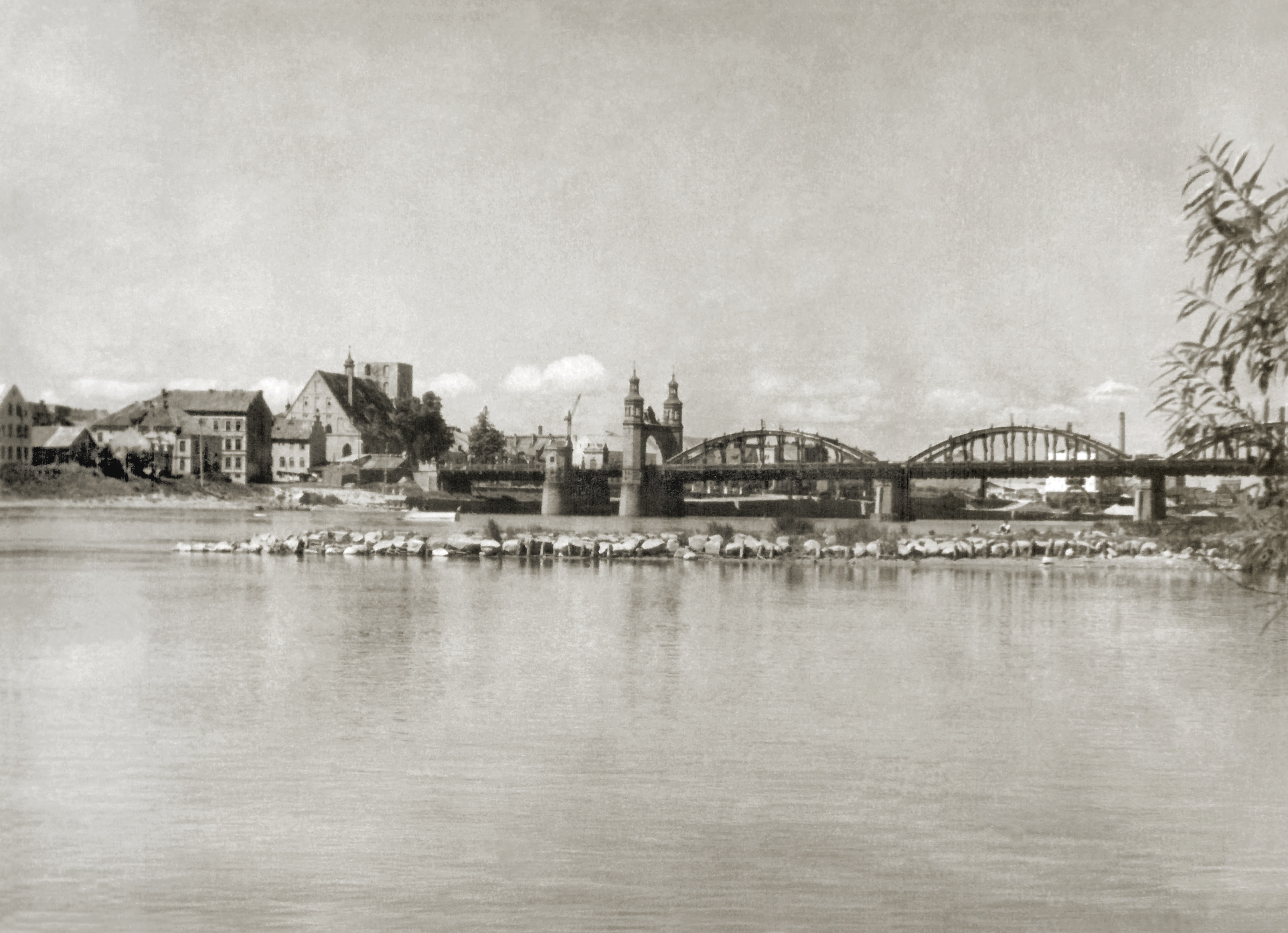
Houten bogen na de Tweede Wereldoorlog
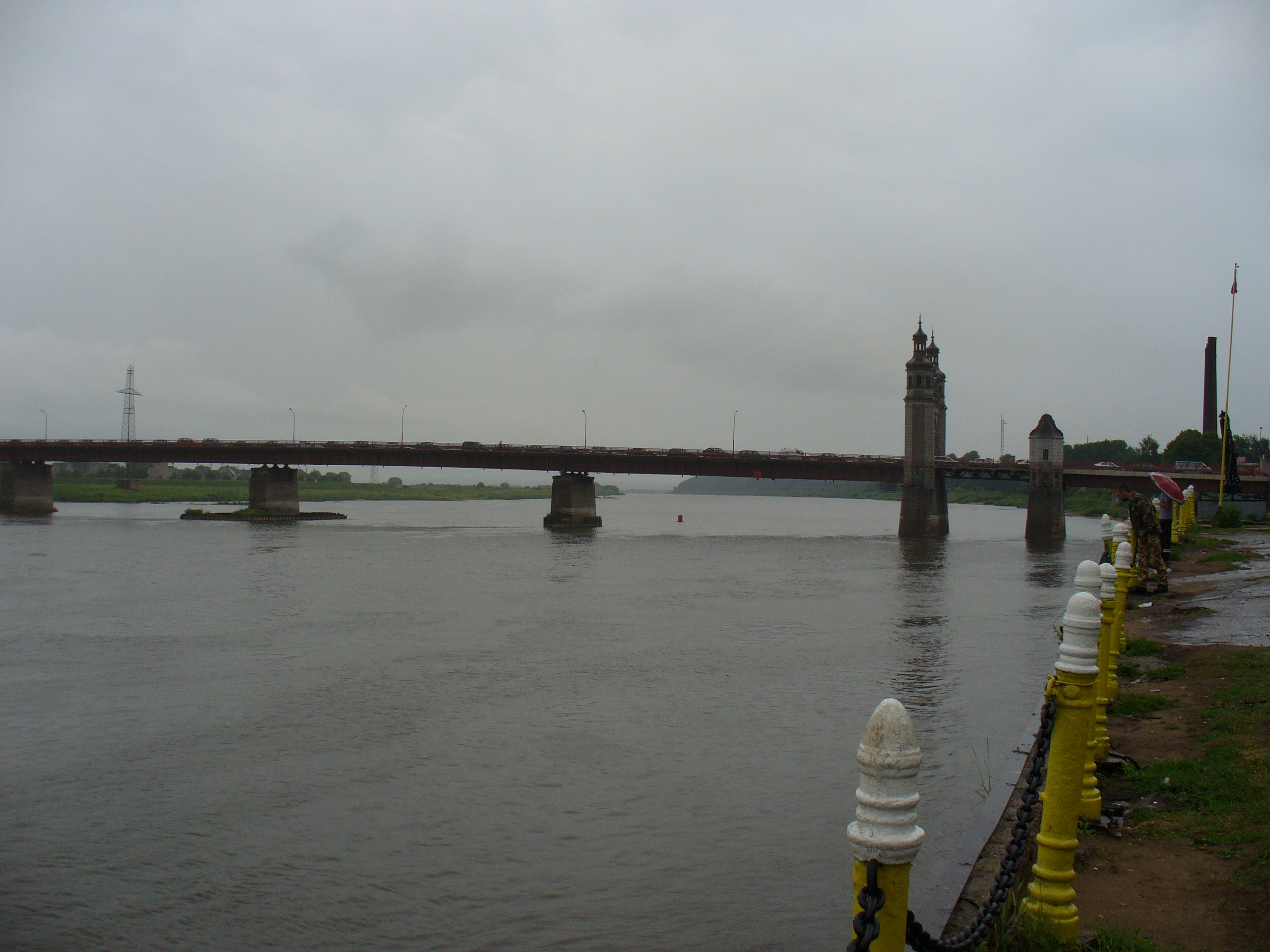
Huidige situatie

## Bron
- Hans Dzieran 2007: Der Brückenschlag über den Memelstrom.